# Вест-Менсфілд (Огайо)
Вест-Менсфілд (англ. West Mansfield) — селище (англ. village) в США, в окрузі Лоґан штату Огайо. Населення — 749 осіб (2020).

## Географія
Вест-Менсфілд розташований за координатами 40°24′5″ пн. ш. 83°32′38″ зх. д. / 40.40139° пн. ш. 83.54389° зх. д. (40.401388, -83.544004).  За даними Бюро перепису населення США в 2010 році селище мало площу 2,23 км², з яких 2,16 км² — суходіл та 0,06 км² — водойми.

## Демографія
Згідно з переписом 2010 року, у селищі мешкали 682 особи в 271 домогосподарстві у складі 190 родин. Густота населення становила 307 осіб/км².  Було 309 помешкань (139/км²).
Расовий склад населення:
| - 96,6 % — білих - 0,9 % — чорних або афроамериканців - 0,1 % — корінних американців - 0,1 % — азіатів |

До двох чи більше рас належало 2,2 %. Частка іспаномовних становила 0,1 % від усіх жителів.
За віковим діапазоном населення розподілялося таким чином: 26,2 % — особи молодші 18 років, 59,3 % — особи у віці 18—64 років, 14,5 % — особи у віці 65 років та старші. Медіана віку мешканця становила 36,0 року. На 100 осіб жіночої статі у селищі припадало 100,0 чоловіків;  на 100 жінок у віці від 18 років та старших — 102,0 чоловіків також старших 18 років.
Середній дохід на одне домашнє господарство  становив 55 604 долари США (медіана — 50 769), а середній дохід на одну сім'ю — 60 033 долари (медіана — 54 750). Медіана доходів становила 45 114 долари для чоловіків та 35 417 доларів для жінок. За межею бідності перебувало 12,7 % осіб, у тому числі 20,7 % дітей у віці до 18 років та 8,9 % осіб у віці 65 років та старших.
Цивільне працевлаштоване населення становило 368 осіб. Основні галузі зайнятості: виробництво — 27,2 %, освіта, охорона здоров'я та соціальна допомога — 17,7 %, роздрібна торгівля — 15,2 %.